# Propanoplosaurus marylandicus
Propanoplosaurus marylandicus è un dinosauro erbivoro appartenente ai nodosauridi. Visse nel Cretaceo inferiore (Aptiano, circa 115 milioni di anni fa) e i suoi resti fossili sono stati ritrovati in Nordamerica.

## Descrizione
Tutto ciò che si conosce di questo animale è lo scheletro parziale di un cucciolo (l'olotipo noto con il numero di catalogo USNM 540686), conservato come un calco naturale che consiste nell'impronta della parte dorsale della testa, della gabbia toracica, alcune vertebre, l'arto anteriore destro, il femore destro e il piede destro. L'esemplare conservato è lungo 13 centimetri e si suppone che l'animale in vita fosse lungo circa 24-28 centimetri. Al contrario degli altri nodosauridi conosciuti, in Propanoplosaurus gli unici osteodermi visibili sono quelli presenti sul cranio: ciò suggerisce che questo fosse uno stadio di sviluppo iniziale comune a tutti i nodosauridi. La sezione centrale del muso, invece, era caratterizzata da uno schema incrociato delle placche ossee unico fra i nodosauridi, probabilmente formato dagli osteodermi triangolari dell'osso mascellare.

## Classificazione
Propanoplosaurus marylandicus venne descritto per la prima volta nel 2011, sulla base di un calco naturale rinvenuto nella formazione Patuxent, risalente all'Aptiano superiore, in Maryland, vicino al confine con Washington (Distretto di Columbia). La formazione Patuxent è nota per le numerose impronte di dinosauri rinvenute, e questo è il primo fossile non icnologico di dinosauri rinvenuto nel sito. Propanoplosaurus è anche l'unico scheletro di nodosauride proveniente dalla costa orientale; in precedenza erano stati rinvenuti solo denti di nodosauridi, attribuiti al genere Priconodon.
Il nome generico è composto dal prefisso latino pro~ e dal nome del genere Panoplosaurus, poiché la nuova specie viveva prima di quest'ultimo genere, pur somigliandogli molto. L'epiteto specifico si riferisce al Maryland.